# Herman Nyberg
Pour les articles homonymes, voir Nyberg.
Herman Nyberg est un skipper suédois né le 22 février 1880 à Göteborg et mort le 6 juillet 1968 dans la même ville.

## Biographie
Herman Nyberg remporte la médaille d'or olympique en classe 10 Mètres aux Jeux olympiques d'été de 1912 se tenant à Stockholm.